# Örstad
Örstad är en jordbruksegendom i Kolmården, Östergötlands län. Örstad är känt sedan medeltid och myntfynd i åkermark vid Örstad gör det troligt att egendomen varit odlad på 1600-talet. Namnet Örstad kan tydas som bostället på holmen, troligen har en gång Örstad varit omgivet av vatten från utbredda sjösystem i nuvarande Strålen, Gullvagnen och Roten. När vattnet drog sig undan lämnade den kvar vid Örstad lätt sand- och dyjord. Nuvarande byggnader vid Örstad härrör från perioden 1915-1917. Vid Örstad anlades i slutet av 1800-talet Kolmårdens första kooperativa handelsbutik.